# یدید نقره
یدید نقره (به انگلیسی: Silver iodide) با فرمول شیمیایی AgI یک ترکیب شیمیایی است. که جرم مولی آن ۲۳۴٫۷۷ g/mol می‌باشد. شکل ظاهری این ترکیب، بلورهای جامد زرد است.
از یدید نقره جهت بارور کردن ابرها استفاده می‌کنند. همچنین این ترکیب یونی، یک نیمه هادی نوع p است که خاصیت فتوکاتالیستی خوبی دارد. این ماده در آب غیر محلول است و معمولاً از ترکیب AgNO3 و KI به وجود می آید و دارای اشکال گوناگونی است.